# Skeletons (chanson de Dihaj)
Pour les articles homonymes, voir Skeleton (homonymie).
Chansons représentant l'Azerbaïdjan au Concours Eurovision de la chanson
Miracle
(2016) X My Heart
(2018)
Skeletons (en français « Squelettes ») est la chanson de Dihaj qui a représenté l'Azerbaïdjan au Concours Eurovision de la chanson 2017 à Kiev, en Ukraine. La chanson est arrivée 8ème sur 18ème lors de la première semi-finale avec 150 points, ce qui l'amène droit à la finale, le 13 mai.
Lors de son passage, en 12ème position lors de la finale,Dihaj est arrivée 14ème sur 26 pays avec 120 points, dont 78 points des jurys et 42 points du télévote. Ce qui la place entre la Croatie et le Royaume-Uni.   